# Anke Habekost
Anke Habekost (* 15. Juni 1962 in Hoya, Landkreis Nienburg/Weser, Niedersachsen) ist eine deutsche Autorin und Übersetzerin von Theatertexten aus dem Plattdeutschen in das Hochdeutsche und umgekehrt.

## Leben
Aufgewachsen in Martfeld, einem damals noch kleinen Dorf in Niedersachsen, beendete Habekost die Realschule nach der 10. Klasse mit dem erweiterten Sekundarabschluss I. Von 1978 bis 1981 folgte eine Ausbildung zur Fachgehilfin in wirtschafts- und steuerberatenden Berufen. 1982 wechselte sie vom Steuerbüro als Buchhalterin zum Theaterverlag Karl Mahnke in Verden. Dort begegnete sie der plattdeutschen Sprache und auch dem Theater. Sie begann sich mit den Werken zu beschäftigen. Seit 1991 sind viele Übersetzungen ins Plattdeutsche entstanden.

## Werke (alphabetisch)
Im Karl Mahnke Theaterverlag sind erschienen:
- Alles nur Rauch
- Auf dem Standesamt
- Auf der Autobahn
- Beim Camping sind die Nächte lang
- De Eerste is de Beste
- Alarm, es brennt!
- Durchgangsverkehr
- Feuerwehrball mit Folgen
- Jacke hie – Jacke da
- Kaffeeklatsch
- Katzenjammer
- Keen toletzt lacht …
- Mutters Zwangsurlaub
- Oma hat Geld
- Opas zweiter Frühling
- Scherben bringen Glück
- Tiet is Geld
- Zeit ist Geld
- Wie nur
- Zwanzig Frau’n für Steuermann Braun
- Frauen sind immer gefährlich
- Der Bürgermeisterstuhl
- Keine Tiere unterm Weihnachtsbaum
- Der Weihnachtsurlaub
- Der Weihnachtswunsch der Zootiere
- Der Weihnachtsstreik
- Wie der Weihnachtsmann seinen Bart bekam
- Edeltanne oder 3. Wahl
- Das Weihnachtssekretariat
- Geschenkter Baum
- Plätzchen und Predigt
- Wo Rauch ist, ist auch Feuer …
- Das süße Leben